# 고상전역
고상전역(高商前驛)은 경춘선의 폐역된 역이다. 현재 서울특별시 성북구에 위치하고 있었다. 이 역의 이름은 경성고등상업학교(고상)의 앞에 있었기 때문에 붙여졌다.

## 연혁
- 1939년 7월 20일 정류장으로 영업 개시[1]
- 정배치 간이역으로 부활<1946년도>
- 1957년 폐역